# Isoperla sobria
Isoperla sobria és una espècie d'insecte plecòpter pertanyent a la família dels perlòdids.

## Descripció
- La larva mascle fa entre 10 i 13 mm de llargària corporal.[7]

## Hàbitat
En el seu estadi immadur és aquàtic i viu a l'aigua dolça, mentre que com a adult és terrestre i volador.

## Distribució geogràfica
Es troba a Nord-amèrica: el Canadà (Alberta, la Colúmbia Britànica, i Yukon) i els Estats Units (Alaska, Arizona, Califòrnia, Colorado Idaho, Montana, Nou Mèxic, Nevada, Oregon, Utah, Washington i Wyoming), incloent-hi Sierra Nevada, les muntanyes Rocoses, la serralada de les Cascades i les muntanyes de la Costa.